# Helena Rögnerová
Helena Rögnerová (* 13. ledna 1955 Hořice) je česká politička, ekonomka a manažerka, v roce 2004 krátce poslankyně Evropského parlamentu, v letech 2000 až 2006 senátorka za obvod č. 41 – Benešov, v letech 2002 až 2004 předsedkyně Senátorského klubu „Nezávislí“, v letech 2013 až 2014 a opět v letech 2018 až 2022 náměstkyně ministra zdravotnictví ČR. Od září 2023 je pověřenou ředitelkou IKEM.

## Vzdělání, profese a rodina
Vystudovala VŠE v Praze. Poté pracovala v různých ekonomických a manažerských funkcích ve Státním sanatoriu v Praze na Malvazinkách, které sloužilo výhradně vysokým funkcionářům KSČ a členům vlády. Po roce 1990 se angažovala v soukromé firmě ABC. V letech 1996–1999 působila jako ředitelka Fakultní nemocnice v Motole, kde se vedl několikaletý spor o platnost výpovědi, kterou jí dal po zjištění závažných nedostatků v chodu nemocnice tehdejší ministr zdravotnictví Ivan David. V roce 2007 se stala ředitelkou Rehabilitační kliniky Malvazinky. Je vdaná, má dcery Kateřinu a Zuzanu.

## Politická kariéra
Ve volbách do Senátu PČR v roce 2000 se stala členkou horní komory českého parlamentu, když v obou kolech z pozice nestraničky za Čtyřkoalici překvapivě porazila tehdejší předsedkyni Senátu Libuši Benešovou. V Senátu předsedala Mandátovému a imunitnímu výboru, zastávala post místopředsedkyně Výboru pro záležitosti Evropské unie a vykonávala funkci 1. místopředsedkyně Senátorského klubu „Nezávislí“. Ve volbách do Senátu PČR v roce 2006 svůj mandát obhajovala, kandidovala za podpory hnutí Volba pro město. S podporou 19,56 % hlasů se dostala do druhého kola, kde ji se ziskem 61,13 % hlasů porazil občanský demokrat Karel Šebek.
Od května do července 2004 byla kooptovanou poslankyní Evropského parlamentu. Ve volbách v roce 2004 kandidovala do Evropského parlamentu jako lídryně kandidátky subjektu „Unie liberálních demokratů“ (tj. US-DEU, ODA, CZ, LiRA), ale nebyla zvolena.
V říjnu 2013 se stala náměstkyní ministra zdravotnictví. Předtím působila jako ředitelka odboru pro dohled nad zdravotním pojištěním. Na konci ledna 2014 ji z pozice náměstkyně odvolal nový ministr zdravotnictví ČR Svatopluk Němeček. Počátkem října 2018 byla jmenována náměstkyní pro ekonomiku a zdravotní pojištění ministra zdravotnictví Adama Vojtěcha. Funkci zastávala do konce roku 2022, pak byla pozice přejmenována na vrchní ředitelku.
Dne 1. září 2023 ministr zdravotnictví Vlastimil Válek Rögnerovou dočasně pověřil vedením a krizovým řízením IKEM. Stalo se tak poté, co v půli srpna rezignoval kvůli podnikání s úvěry jeho ředitel Michal Stiborek, a po zjištění, že i jeho nástupce Jiří Malý je prověřován policií.